# ½ grosza 1811
½ grosza 1811 – moneta półgroszowa bita dla Prus Wschodnich i Prus Zachodnich w roku 1811, za panowania Fryderyka Wilhelma III.

## Awers
W centralnej części umieszczono ukoronowaną owalną tarczę z orłem pruskim, otoczoną wieńcem dębowym.

## Rewers
Na tej stronie umieszczono nominał ½, pod nią napis „GROSCHEN”, poniżej „PREUSS:”, pod nim rok 1811, na samym dole znak mennicy – literka A, u góry, w półkolu napis: „180 EINEN REICHS THALER”.

## Opis
Moneta była bita w mennicy w Berlinie, w miedzi, na krążku o średnicy 21 mm i masie 2,5 grama, z rantem gładkim. Stopień rzadkości półgroszówki to R2 (3001–15 000 egzemplarzy). Znanych jest 5 odmian tej monety.
Była to jedyna moneta półgroszowa wybita dla Prus Wschodnich i Zachodnich. Za panowania Fryderyka II jak również Fryderyka Wilhelma II monet półgroszowych nie bito wcale.